# Nematocarcinus bituberculatus
Nematocarcinus bituberculatus is een garnalensoort uit de familie van de Nematocarcinidae. De wetenschappelijke naam van de soort is voor het eerst geldig gepubliceerd in 1986 door Chace.